# Нижние Кунаши
Ни́жние Куна́ши (чув. Ҫавалхӗрри Кӑнаш; с 1935 по 28 декабря 1961 года Сталино (чув. Сталино) — деревня в Цивильском районе Чувашской Республики. Входит в состав муниципального образования Михайловское сельское поселение. Население — 219 человек в 86 дворах.
Расположена на правом берегу реки Цивиль, в 9 км к юго-западу от райцентра Цивильск, высота над уровнем моря 126 м. Ближайшие населенные пункты: Малые Тиуши в 2,4 км, Большие Тиуши в 2 км, Татарские Кунаши — 2,2 км, Серткасы — 2,7 км, Михайловка около 3 км (там же ближайшая железнодорожная станция Цивильск) и посёлок Молодёжный — чуть более 3 км. Расстояние до Чебоксар более 36 км.

## История
До 1866 государственные крестьяне; занимались земледелием, животноводством. В 1939 образован колхоз «Сталинцы». В составе Чуратчинской волости Цивильского уезда в 19 в. — 1927 год, Цивильского района — с 01.10.1927, сельсовет Нижнекунашский с 01.10.1927, Татарско-Кунашский с 04.01.1929 года. С 1991 года по 17.11.2005 год в составе Ивановской сельской администрации.

## Население
| 2010 | 2012 |
| ---- | ---- |
| 183  | ↗207 |